# Cmentarz rzymskokatolicki przykościelny w Bogorii
Cmentarz rzymskokatolicki przykościelny w Bogorii – zabytkowy cmentarz, położony w gminie Bogoria, powiecie staszowskim. Usytuowany jest w południowej części miejscowości, przy ul. Staszowskiej. Zarządcą jest Parafia Świętej Trójcy w Bogorii. Obiekt został wpisany do rejestru zabytków nieruchomych jako część zespołu kościoła parafialnego (nr rej.: A.844/1-4 z 3.11.1947, z 28.11.1971 i z 30.03.1977).
Cmentarz został założony w II połowie XVII w. jako cmentarz przykościelny przy kościele Świętej Trójcy, na planie okręgu o średnicy około 120 m. Obecnie otoczony jest murem z bramą główną na południu i trzema furtkami po przeciwnej stronie. Z cmentarza pozostało widocznych kilka nagrobków z połowy XIX wieku.